# Улица Ермака (Новосибирск)
Улица Ермака́ — улица в Центральном районе Новосибирска. Состоит из двух несоединённых друг с другом частей. Первая начинается от улицы Советской, заканчиваясь в квартале между улицами Державина, Советской, Крылова и Красным проспектом. Вторая часть улицы Ермака начинается в квартале между улицами Державина, Каменской, Крылова, Семьи Шамшиных, которую пересекает. Заканчивается в смежном квартале.

## Исторические здания
Штаб Сибирского Военного Округа — здание, внешними сторонами выходящее на улицы Ермака, Державина и Красный проспект, построено в 1936 году архитекторами А. Н. Ширяевым и Венгеровым.

## Организации
- Гостиница министерства обороны РФ
- Мысли и Здоровье, газета
- Детская школа искусств № 23

## Транспорт
На следующей улице Крылова (к северу от улицы Ермака) находится вход на станцию метро Красный проспект. Расстояние от улицы Ермака до улицы Крылова около 100 м.